# Side Pocket
Side Pocket est un jeu vidéo de billard développé par Data East en 1986 sur borne d'arcade. Le jeu a été adapté sur divers consoles de jeu.